# Luxembourg Challenger 2004
Il Luxembourg Challenger 2004 è stato un torneo di tennis facente parte della categoria ATP Challenger Series nell'ambito dell'ATP Challenger Series 2004. Il torneo si è giocato a Lussemburgo in Lussemburgo dal 22 al 28 novembre 2004 su campi in cemento indoor.

## Vincitori

### Singolare
Joachim Johansson ha battuto in finale  Grégory Carraz con il punteggio di 7–6(3), 7–5

### Doppio
Massimo Bertolini /  Petr Luxa hanno battuto in finale  Karsten Braasch /  Michael Kohlmann con il punteggio di 7–6(4), 4–6, 6–3